# Mansur (cràter)
Mansur és un cràter d'impacte en el planeta Mercuri de 95 km de diàmetre. Porta el nom del pintor indi Ustad Mansur (segle xvii), i el seu nom va ser aprovat per la Unió Astronòmica Internacional el 1979.